# Kenyas provinser
Kenya er opdelt i otte provinser i  (mkoa). Provinserne er så inddelt i 46 distrikter (wilaya), 262 divisioner (tarifa) og 2.427 byer (kata).
| # | Provins                                | Hovedstad | Areal (km²) | Indbyggere(1999) | Kort             |
| - | -------------------------------------- | --------- | ----------- | ---------------- | ---------------- |
| 1 | Central (Kati)                         | Nyeri     | 13.223      | 3.724.159        | Kenyas provinser |
| 2 | Kystprovinsen (Pwani)                  | Mombasa   | 83.359      | 2.487.264        | Kenyas provinser |
| 3 | Østprovinsen (Mashariki)               | Embu      | 167.525     | 4.631.779        | Kenyas provinser |
| 4 | Nairobi                                | Nairobi   | 696         | 2.143.254        | Kenyas provinser |
| 5 | Nordøstprovinsen (Kaskazini-Mashariki) | Garissa   | 127.197     | 962.143          | Kenyas provinser |
| 6 | Nyanzaprovinsen (Nyanza)               | Kisumu    | 16.182      | 4.392.196        | Kenyas provinser |
| 7 | Rift Valley (Bonde la Ufa)             | Nakuru    | 185.298     | 6.987.036        | Kenyas provinser |
| 8 | Vestprovinsen (Magharibi)              | Kakamega  | 8.400       | 3.358.776        | Kenyas provinser |

## Eksterne kilder og henvisninger
1. ↑  High Court outlaws 210 districts created by Moi and Kibaki since 1992 Arkiveret 29. februar 2012 hos  Wayback Machine Standardmedia.co.ke 4/09/2009

- Statoids
- CENSUS CARTOGRAPHY: THE KENYAN EXPERIENCE Arkiveret 3. marts 2016 hos  Wayback Machine